# Клайд (Нью-Джерсі)
Клайд (англ. Clyde) — переписна місцевість (CDP) в США, в окрузі Сомерсет штату Нью-Джерсі. Населення — 243 особи (2020).

## Географія
Клайд розташований за координатами 40°29′14″ пн. ш. 74°30′47″ зх. д. / 40.48722° пн. ш. 74.51306° зх. д. (40.487341, -74.513189).  За даними Бюро перепису населення США в 2010 році переписна місцевість мала площу 0,99 км², уся площа — суходіл.

## Демографія
Згідно з переписом 2010 року, у переписній місцевості мешкало 213 осіб у 73 домогосподарствах у складі 64 родин. Густота населення становила 215 осіб/км².  Було 73 помешкання (74/км²).
Расовий склад населення:
| - 65,7 % — білих - 28,2 % — чорних або афроамериканців - 6,1 % — азіатів |

До двох чи більше рас належало 0,0 %. Частка іспаномовних становила 4,2 % від усіх жителів.
За віковим діапазоном населення розподілялося таким чином: 24,9 % — особи молодші 18 років, 62,9 % — особи у віці 18—64 років, 12,2 % — особи у віці 65 років та старші. Медіана віку мешканця становила 46,6 року. На 100 осіб жіночої статі у переписній місцевості припадало 100,9 чоловіків;  на 100 жінок у віці від 18 років та старших — 95,1 чоловіків також старших 18 років.
Середній дохід на одне домашнє господарство  становив 87 856 доларів США (медіана — 115 227), а середній дохід на одну сім'ю — 87 856 доларів (медіана — 115 227). За межею бідності перебувало 47,4 % осіб, у тому числі 68,1 % дітей у віці до 18 років та 0,0 % осіб у віці 65 років та старших.
Цивільне працевлаштоване населення становило 64 особи. Основні галузі зайнятості: роздрібна торгівля — 25,0 %, виробництво — 18,8 %, мистецтво, розваги та відпочинок — 17,2 %, освіта, охорона здоров'я та соціальна допомога — 17,2 %.